# Јом кипур
Јом кипур (хебр. יום כיפור, Дан очишћења, Дан помирења) је један од најважнијих јеврејских празника. Празнује се 10. дана 7. месеца (Тишри, углавном у октобру), а потиче вероватно из периода пре вавилонског ропства. О празнику се говори у Петокњижју, и то књигама Левитској 16; 23, 27−32 и Бројеви 29, 7−11. Првосвештеник је на овај дан улазио у Светињу над светињама, кадио и кропио крвљу Ковчег завета. С обзиром на ситуацију у којој Јевреји живе већ 2000 година, одржавање свих правила везаних за овај празник није могуће (жртве итд.). Данашњи начин празновања регулисан је расправом Јома из Мишне. Дан се данас обележава најстрожим постом и обавезним учешћем у синагогалном богослужењу.

## Етимологија
Yom (יוֹם) значи „дан” на хебрејском и Kippur (כִּפּוּר) се преводи као „покајање”. Уобичајени превод Јом кипура је Дан помирења, међутим, овом преводу недостаје прецизност. Име Јом кипур је засновано на стиху Торе, „...а вама је 10. дана седмог месеца кипурим...“. Дослован превод кипурима је чишћење. Јом кипур је јеврејски дан за искупљење за недела и очишћење од њих.

## Рош хашана и Јом Кипур
Јом Кипур је „десети дан [седмог] месеца“ (Тишри) и такође је познат као „Сабат над суботама“. Рош хашана (који се у Тори помиње као Јом теруах) је први дан тог месеца према хебрејском календару. Јом кипур завршава годишњи период познат у јудаизму као Велики свети дани или Yamim Nora'im („Дани страхопоштовања“) који почиње Рош хашаном. Десет дана од Рош хашана до Јом кипура одговара последњих десет дана периода од 40 дана када је Мојсије био на гори Синај и примао други сет табли.

### Отворене небеске књиге
Према јеврејској традицији, Бог уписује судбину сваке особе за наредну годину у књигу, Књигу живота, на Рош хашану, и чека до Јом кипура да „запечати“ пресуду. Током Дана страхопоштовања, Јеврејин покушава да исправи своје понашање и тражи опроштај за неправде учињене против Бога (bein adam leMakom) и других људских бића (bein adam lechavero). Вече и дан Јом кипура су одвојени за јавне и приватне петиције и признања кривице (Видуи). На крају Јом кипура, човек се нада да му је Бог опростио грехе.

## Молитвена служба
Молитвена служба Јом кипур укључује неколико јединствених аспеката. Један је стварни број молитвених служби. За разлику од обичног дана, који има три молитве (Марив, вечерња молитва; Шачарит, јутарња молитва; и Минча, поподневна молитва), или Шабат или Јом тов, који имају четири молитве (аривт; Шачарит; Мусаф, додатна молитва; и Минча), Јом киппур има пет молитвених служби (Марив; Шачарит; Мусаф; Минча; и Неилах, завршна молитва). Молитвене службе такође укључују приватне и јавне исповести грехова (Видуи) и јединствену молитву посвећену посебно Јом кипуру аводах (служби) Кохен Гадола (првосвештеника) у Светом храму у Јерусалиму.

## Обележавање у Израелу
Јом кипур је законски празник у модерној држави Израел. Нема радио и телевизијског преноса, аеродроми су затворени, нема јавног превоза, а све продавнице и предузећа су затворени.
Године 2013, 73% јеврејског народа Израела је изјавило да намерава да пости на Јом кипур. У Израелу је веома уобичајено да се свима пре Јом кипура пожели „Цом кал” ([лаки пост) или „Цом Моил” (користан пост), чак и ако неко не зна да ли ће постити или не.
Сматра се непристојним јести у јавности на Јом кипур или пуштати музику или возити моторно возило. Не постоји законска забрана ни за једно од ових, али у пракси се такве радње готово универзално избегавају у Израелу током Јом кипура, осим за хитне службе.
Током последњих неколико деценија, вожња бицикла и ролање по празним улицама постали су уобичајени међу секуларном израелском омладином, посебно уочи Јом кипура у Тел Авиву.

## Придржавање од стране спортиста
Неки истакнути спортисти су почитовали Јом Кипур, чак и када је то било у супротности са бављењем њиховим спортом.
У бејзболу, Санди Коуфакс, бацач Куће славних, одлучио је да не игра прву утакмицу Светске серије 1965., јер је пала на Јом кипур. Коуфакс је својом одлуком привукао националну пажњу, као пример сукоба између друштвених притисака и личних уверења.
Први бејсмен у Кући славних, Ханк Гринберг, привукао је националну пажњу 1934. године, скоро три деценије раније, када је одбио да игра бејзбол на Јом кипур, иако су Тигрови били усред трке заставице, а он је био водећи у лиги у трчањима са ударцима. Колумниста и песник Детроит Фри Преса Едгар А. Гест написао је песму под насловом „Говоримо о Гринбергу“, која се завршавала стиховима „Недостајаће нам на инфилду и недостајаће нам на удару / Али он је веран својој вери — и одајем му почаст због тога.“ Када је Гринберг стигао у синагогу на Јом кипур, служба је изненада престала, а конгрегација је постиђеном Гринбергу аплаузирала.
Аутфилдер Лос Анђелес Доџерса Шон Грин, на сличан начин, доспео је на насловне стране 2001. године, јер је први пут одустао од утакмице у 415 утакмица (тада најдужи низ међу активним играчима) на Јом кипуру, иако је његов тим био усред трке за плејоф. Остали играчи бејзбола који су на сличан начин нису играли на Јом кипуру укључују бившег играча Бостон Ред Сокса и Њујорк Јенкија Кевина Јукилиса, бившег хватача Хјустон Астроса и бившег менаџера Лос Анђелес Ејнџелса Бреда Аусмуса и спољног играча Арта Шамског.
Гејбе Kарими, консензусни свеамерички играч у америчком фудбалу који је освојио Оутланд трофеј 2010. као најбољи интерни играч у земљи, суочио се са конфликтом на првој години колеџа 2007. Те године Јом кипур је пао у суботу, и он је постио до сат времена пре него што је његова фудбалска утакмица против Ајове почела те ноћи. Карими је рекао: „Религија је део мене и не желим само да кажем да сам Јевреј. Ја се заправо жртвујем, за шта знам да су тешки избори.“ Године 2004, Мет Бернштајн, истакнути бек на Универзитету Висконсин-Мадисон, постио је на Јом кипуру, затим је прекинуо пост пре него што је трчао 123 јарда у утакмици против Пен Стејта.
Године 2011, голферка Летиција Бек одбила је захтев да се придружи позивном такмичењу Тар Хилс Универзитета Северне Каролине, јер је то било у конфликту са Јом кипуром. Уместо тога, провела је дан у посту и молитви. Рекла је: „Мој јудаизам је веома важан за мене, и ... на Јом кипур, без обзира на све, морам да постим.“ Борис Гелфанд, најбољи шахиста Израела, одиграо је своју партију на престижном шаховском турниру за Велику награду Лондона 25. септембра 2012. (пред Јом кипур) раније, да би се избегло играње на празник.
У 2013. години, Међународна тениска федерација казнила је Израелски тениски савез са „више од 13.000 долара... због непријатности“ што је морала да помери тениски меч између израелског и белгијског тима који је првобитно био заказан за Јом кипур. Дуди Села, Израелски играч број 1, напустио је свој четвртфинални меч у трећем сету Шенжен опена 2017. како би могао да почитује Јом кипур до заласка сунца, изгубивши могућих 34.000 долара у новцу од награде и 90 поена на ранг листи.
Професионални рвач Бил Голдберг је приметно одбио рвачки меч на Јом кипуру.